# 冷清草摺粉蝨
冷清草摺粉蝨（学名：Aleurotrachelus elatostemae）为粉蝨科摺粉蝨屬下的一个种。